# Домброва-Біскупія (гміна)
Гміна Домброва-Біскупія (пол. Gmina Dąbrowa Biskupia) — сільська гміна у північній Польщі. Належить до Іновроцлавського повіту Куявсько-Поморського воєводства.
Станом на 31 грудня 2011 у гміні проживало 5153 особи.

## Площа
Згідно з даними за 2007 рік площа гміни становила 147.44 км², у тому числі:
- орні землі: 73.00%
- ліси: 19.00%

Таким чином, площа гміни становить 12.04% площі повіту.

## Населення
Станом на 31 грудня 2011:
| Опис     | Загалом | Загалом | Чоловіки | Чоловіки | Жінки | Жінки |
| -------- | ------- | ------- | -------- | -------- | ----- | ----- |
| одиниця  | осіб    | %       | осіб     | %        | осіб  | %     |
| все      | 5153    | 100     | 2549     | 49.47    | 2604  | 50.53 |
| міське   | 0       | 100     | 0        |          | 0     |       |
| сільське | 5153    | 100     | 2549     | 49.47    | 2604  | 50.53 |

## Сусідні гміни
Гміна Домброва-Біскупія межує з такими гмінами: Александрув-Куявський, Добре, Ґневково, Іновроцлав, Конецьк, Крушвиця, Закшево.